# Die Spaßvertretung
Die Spaßvertretung ist eine US-amerikanische Reality-Fernsehserie.

## Handlung
In dieser Prankshow werden Schulklassen von Sportlern oder Medienschaffenden wie Jace Norman, John Cena, JoJo Siwa oder auch Kel Mitchell hereingelegt. Die Stars werden mit Hilfe von viel Make-up von Special-Effects-Teams aus Hollywood in Aushilfslehrer verwandelt und bereiten den Schülern eine außergewöhnliche Unterrichtsstunde. Am Ende einer Folge wird den Schulen von Nickelodeon eine Spende in Höhe von 25.000 US-Dollar überreicht. Moderiert wird die Sendung vom Influencer Juanpa Zurita. In der deutschsprachigen Synchronisation leiht der Influencer Kaze Uzumaki ihm seine Stimme. Die deutschsprachige Synchronisation entstand nach den Dialogbüchern sowie unter der Dialogregie von Thomas Plaichinger durch die Synchronfirma EuroSync GmbH in Berlin.

## Episodenliste
Die Episoden sind nach Ausstrahlungsreihenfolge in den USA sortiert, da es bei der Produktionsreihenfolge oftmals zu Anschlussfehlern kommt.

### Staffel 1 (2020)
| Nr. (ges.) | Nr. (St.) | Deutscher Titel                    | Originaltitel          | Erstausstrahlung USA | Deutschsprachige Erstausstrahlung (D) | Prod. Code |
| ---------- | --------- | ---------------------------------- | ---------------------- | -------------------- | ------------------------------------- | ---------- |
| 1          | 1         | Jace Norman                        | Jace Norman            | 1. Apr. 2019         | 22. Aug. 2020                         | 101        |
| 2          | 2         | Lilly Singh                        | Lilly Singh            | 18. Mai 2019         | 23. Aug. 2020                         | 102        |
| 3          | 3         | John Cena                          | John Cena              | 4. Okt. 2019         | 29. Aug. 2020                         | 103        |
| 4          | 4         | Ne-Yo                              | Ne-Yo                  | 30. Nov. 2019        | 30. Aug. 2020                         | 104        |
| 5          | 5         | Die Bella-Zwillinge                | The Bella Twins        | 31. Jan. 2020        | 20. Sep. 2020                         | 110        |
| 6          | 6         | Rico & Raini Rodriguez             | Rico & Raini Rodriguez | 7. Feb. 2020         | 6. Sep. 2020                          | 106        |
| 7          | 7         | Asher Angel                        | Asher Angel            | 8. Feb. 2020         | 12. Sep. 2020                         | 107        |
| 8          | 8         | Shaun White                        | Shaun White            | 15. Feb. 2020        | 13. Sep. 2021                         | 108        |
| 9          | 9         | JoJo Siwa                          | JoJo Siwa              | 22. Feb. 2020        | 5. Sep. 2020                          | 105        |
| 10         | 10        | Johnny Orlando                     | Johnny Orlando         | 7. März 2020         | 27. Sep. 2020                         | 112        |
| 11         | 11        | Cooper Barnes                      | Cooper Barnes          | 14. März 2020        | 19. Sep. 2020                         | 109        |
| 12         | 12        | Kel Mitchell                       | Kel Mitchell           | 14. März 2020        | 19. Sep. 2020                         | 111        |
| 13         | 13        | Die Top 10 der krassesten Streiche | Top 10 Wildest Pranks  | 9. Mai 2020          | 7. Nov. 2020                          | 999        |

### Staffel 2 (2021)
| Nr. (ges.) | Nr. (St.) | Deutscher Titel                          | Originaltitel    | Erstausstrahlung USA | Deutschsprachige Erstausstrahlung (D) | Prod. Code |
| ---------- | --------- | ---------------------------------------- | ---------------- | -------------------- | ------------------------------------- | ---------- |
| 14         | 1         | Zauberei an Halloween                    | Baby Ariel       | 31. Okt. 2020        | 5. Okt. 2021                          | 202        |
| 15         | 2         | Der Schreck mit den Würmern              | Chloe Kim        | 15. Aug. 2020        | 19. Juli 2021                         | 201        |
| 16         | 3         | Der allerschrägste Kunstlehrer von allen | Chris Paul       | 14. Nov. 2020        | 6. Okt. 2021                          | 203        |
| 17         | 4         | Weihnachtschaos                          | Gabriel Iglesias | 10. Dez. 2020        | 13. Okt. 2021                         | 208        |
| 18         | 5         | Zu viel Majonäse                         | The Miz          | 7. Jan. 2021         | 8. Okt. 2021                          | 205        |
| 19         | 6         | Der Gärtner und der Grillmeister         | DeAndre Jordan   | 14. Jan. 2021        | 11. Okt. 2021                         | 206        |
| 20         | 7         | Die seltsame Schmetterlingsfrau          | Peyton List      | 21. Jan. 2021        | 7. Okt. 2021                          | 204        |
| 21         | 8         | Vogelkundler und griechische Götter      | Zedd             | 28. Jan. 2021        | 12. Okt. 2021                         | 207        |
| 22         | 9         | Ärger mit der Schulköchin                | Lele Pons        | 4. Feb. 2021         | 15. Okt. 2021                         | 210        |
| 23         | 10        | Der durchsichtige Mensch                 | Why Don’t We     | 11. Feb. 2021        | 14. Okt. 2021                         | 209        |
| 24         | 11        | Die Piekse-Gabel                         | Ty Dolla $ign    | 18. Feb. 2021        | 19. Okt. 2021                         | 212        |
| 25         | 12        | Juanpas großer Tag                       | Juanpa Zurita    | 25. Feb. 2021        | 18. Okt. 2021                         | 211        |

### Specials
| Nr. (ges.) | Nr. (St.) | Deutscher Titel | Originaltitel             | Erstausstrahlung USA | Deutschsprachige Erstausstrahlung (D) |
| ---------- | --------- | --------------- | ------------------------- | -------------------- | ------------------------------------- |
| 1          | 1         | -               | Revealed With Jace Norman | 11. Mai 2019         | -                                     |
| 2          | 2         | -               | Revealed With Lilly Singh | 15. Juli 2019        | –                                     |